# Paul Hirsch (Filmeditor)
Paul F. Hirsch (* 14. November 1945 in New York City) ist ein US-amerikanischer Filmeditor.

## Leben
Seine Laufbahn im Bereich Filmschnitt begann Hirsch 1970 mit der Komödie Hi, Mom!, die von Brian De Palma inszeniert wurde. Weitere gemeinsame Projekte der beiden folgten. Der Durchbruch gelang ihm spätestens mit Krieg der Sterne im Jahr 1977, seiner ersten Zusammenarbeit mit George Lucas, für die er 1978 mit dem Oscar ausgezeichnet wurde. Des Weiteren erhielt Hirsch für diese Arbeit einen Saturn Award. Im Jahr 2005 wurde er für den Film Ray erneut für einen Oscar nominiert.
Paul Hirsch ist Mitglied der American Cinema Editors.

## Filmografie (Auswahl)
- 1970: Hi, Mom!
- 1973: Die Schwestern des Bösen (Sisters)
- 1974: Das Phantom im Paradies (Phantom of the Paradise)
- 1976: Schwarzer Engel (Obsession)
- 1976: Carrie – Des Satans jüngste Tochter (Carrie)
- 1977: Krieg der Sterne (Star Wars)
- 1978: Teufelskreis Alpha (The Fury)
- 1978: König der Zigeuner (King of the Gypsies)
- 1980: Das Imperium schlägt zurück (The Empire Strikes Back)
- 1981: Blow Out – Der Tod löscht alle Spuren (Blow Out)
- 1983: Der schwarze Hengst kehrt zurück (The Black Stallion Returns)
- 1984: Footloose
- 1986: Ferris macht blau (Ferris Bueller’s Day Off)
- 1989: Magnolien aus Stahl (Steel Magnolias)
- 1991: Der Giftzwerg (Dutch)
- 1992: Mein Bruder Kain (Raising Cain)
- 1993: Falling Down – Ein ganz normaler Tag (Falling Down)
- 1994: I Love Trouble – Nichts als Ärger (I Love Trouble)
- 1996: Mission: Impossible
- 1998: Hard Rain
- 1998: Mein großer Freund Joe (Mighty Joe Young)
- 1999: Lake Placid
- 2000: Mission to Mars
- 2002: Pluto Nash – Im Kampf gegen die Mondmafia (The Adventures of Pluto Nash)
- 2003: Fighting Temptations (The Fighting Temptations)
- 2004: Ray
- 2006: Blendende Weihnachten (Deck the Halls)
- 2006: Date Movie
- 2008: Kurzer Prozess – Righteous Kill (Righteous Kill)
- 2010: Dylan Dog (Dylan Dog: Dead of Night)
- 2011: Mission: Impossible – Phantom Protokoll (Mission: Impossible – Ghost Protocol)
- 2011: Source Code
- 2016: Warcraft: The Beginning (Warcraft)
- 2017: Die Mumie (The Mummy)

## Auszeichnungen & Nominierungen
Oscar
- 1978: Bester Schnitt – Krieg der Sterne
- 2005: Bester Schnitt – Ray (nominiert)

British Academy Film Award
- 1979: Bester Schnitt – Krieg der Sterne (nominiert)